# 赵铁实
赵铁实（1968年8月—），汉族，辽宁省铁岭市人，中华人民共和国地方检察官、江苏省人民检察院检察长。最高人民检察院曾评定授予“全国检察业务专家”称号。
1990年9月，参加工作，1997年12月加入中国共产党，西北政法大学经济法系经济法专业毕业，法律硕士。长期新疆生产建设兵团检察机关工作。先后在新疆生产建设兵团人民检察院、农九师检察分院、第九师检察分院、第一师检察分院等单位任职。
2017年3月，赵铁实任兵团人民检察院党组副书记、检察长，新疆维吾尔自治区人民检察院党组成员、副检察长，2018年11月任兵团人民检察院党组书记、检察长（至2023年7月）。2023年，任新疆维吾尔自治区人民检察院党组副书记、分管日常工作的副检察长。2024年，任江苏省人民检察院党组书记、副检察长、代理检察长。江苏省第十四届人民代表大会第三次会议，于2025年1月22日补选赵铁实为江苏省人民检察院检察长。